# The Karnival Kid
The Karnival Kid é um curta-metragem de animação produzido nos Estados Unidos, dirigido por Ub Iwerks e Walt Disney e lançado em 1929.